# Lijst van Britse havencodes
De thuishavens van vissersschepen zijn af te leiden van de letters die voor op het schip zijn aangebracht. Zo komt de UK 246 uit Urk. De codes van vissersvaartuigen bestaan uit maximaal drie letters gevolgd door maximaal drie cijfers. Een code is op het moment van uitgifte uniek voor een vaartuig. Wel kan het voorkomen dat dezelfde code eerder is uitgegeven voor een ander vaartuig dat is vergaan, gesloopt of niet meer onder dat nummer is geregistreerd.
Hieronder staat een (incomplete) lijst met Britse lettercodes.

## Britse havencodes
| Inschrijvingsletters | Britse visserijplaatsen |
| -------------------- | ----------------------- |
| A                    | Aberdeen                |
| AA                   | Alloa                   |
| AB                   | Aberystwyth             |
| AD                   | Ardrossan               |
| AH                   | Arbroath                |
| AR                   | Ayr                     |
| B                    | Belfast                 |
| BA                   | Ballantrae              |
| BCK                  | Buckie                  |
| BD                   | Bideford                |
| BE                   | Barnstaple              |
| BF                   | Banff                   |
| BH                   | Blyth                   |
| BK                   | Berwick upon Tweed      |
| BL                   | Bristol                 |
| BM                   | Brixham                 |
| BN                   | Boston                  |
| BO                   | Bo’ness                 |
| BR                   | Bridgwater              |
| BRD                  | Broadford               |
| BS                   | Beaumaris               |
| BT                   | Banff                   |
| BU                   | Burntisland             |
| BW                   | Barrow                  |
| CA                   | Cardigan                |
| CE                   | Coleraine               |
| CF                   | Cardiff                 |
| CH                   | Chester                 |
| CK                   | Colchester              |
| CL                   | Carlisle                |
| CN                   | Campbeltown             |
| CO                   | Caernarfon              |
| CS                   | Cowes                   |
| CT                   | Castletown              |
| CY                   | Castlebay               |
| CY                   | Castlebay               |
| DA                   | Drogheda                |
| DE                   | Dundee                  |
| DH                   | Dartmouth               |
| DO                   | Douglas                 |
| DR                   | Dover                   |
| DS                   | Dumfries                |
| E                    | Exeter                  |
| F                    | Faversham               |
| FD                   | Fleetwood               |
| FE                   | Folkestone              |
| FH                   | Falmouth                |
| FR                   | Fraserburgh             |
| FY                   | Fowey                   |
| GE                   | Goole                   |
| GH                   | Grangemouth             |
| GK                   | Greenock                |
| GN                   | Granton                 |
| GR                   | Gloucester              |
| GU                   | Guernsey                |
| GW                   | Glasgow                 |
| GY                   | Grimsby                 |
| H                    | Hull                    |
| HE                   | Hayle                   |
| HH                   | Harwich                 |
| HL                   | Hartlepool              |
| IE                   | Irvine                  |
| IH                   | Ipswich                 |
| INS                  | Inverness               |
| J                    | Saint Helier            |
| K                    | Kirkwall                |
| KY                   | Kirkcaldy               |
| LA                   | Llanelli                |
| LH                   | Leith                   |
| LI                   | Littlehampton           |
| LK                   | Lerwick                 |
| LL                   | Liverpool               |
| LN                   | King's Lynn             |
| LO                   | Londen                  |
| LR                   | Lancaster               |
| LT                   | Lowestoft               |
| LY                   | Londonderry             |
| M                    | Milford Haven           |
| MD                   | Carport                 |
| ME                   | Montrose                |
| MER                  | Manchester              |
| MH                   | Middlesbrough           |
| ML                   | Methyl                  |
| MN                   | Maldon                  |
| MR                   | Manchester              |
| MT                   | Maryport                |
| N                    | Newport                 |
| N                    | Newry                   |
| NE                   | Newcastle upon Tyne     |
| NN                   | Newhaven                |
| NT                   | Newport (Gwent)         |
| OB                   | Oban                    |
| P                    | Portsmouth              |
| PD                   | Peterhead               |
| PE                   | Poole                   |
| PEH                  | Perth                   |
| PGW                  | Port Glasgow            |
| PH                   | Plymouth                |
| PL                   | Peel                    |
| PN                   | Preston                 |
| PT                   | Port Talbot             |
| PW                   | Padstow                 |
| PZ                   | Penzance                |
| OB                   | Oban                    |
| R                    | Ramsgate                |
| RN                   | Runcorn                 |
| RO                   | Rothesay                |
| RR                   | Rochester               |
| RX                   | Rye                     |
| RY                   | Ramsey                  |
| SA                   | Swansea                 |
| SC                   | Isles of Scilly         |
| SD                   | Sunderland              |
| SE                   | Salcombe                |
| SH                   | Scarborough             |
| SM                   | Shoreham                |
| SMH                  | St. Margaret’s Hope     |
| SN                   | North Shields           |
| SR                   | Stranraer               |
| SS                   | St. Ives                |
| SSS                  | South Shields           |
| ST                   | Stockton-on-Tees        |
| SU                   | Southampton             |
| SY                   | Stornoway               |
| TH                   | Teignmouth              |
| TN                   | Troon                   |
| TO                   | Truro                   |
| TT                   | Tarbert                 |
| UL                   | Ullapool                |
| WA                   | Whitehaven              |
| WH                   | Weymouth                |
| WI                   | Wisbech                 |
| WK                   | Wick                    |
| WN                   | Wigtown                 |
| WOR                  | Workington              |
| WS                   | Wells                   |
| WY                   | Whitby                  |
| YH                   | Yarmouth                |

Landen rond de Noordzee: België · Denemarken · Duitsland · Nederland · Noorwegen · Verenigd Koninkrijk · Zweden
Overig Europa: Ierland